# 細川持常
細川 持常（ほそかわ もちつね）は、室町時代中期の守護大名。室町幕府相伴衆、阿波国・三河国守護。細川阿波守護家4代当主。官位は、兵部少輔、讃岐守、従五位下。

## 生涯
応永16年（1409年）、細川満久の子として誕生。家の慣例により、室町幕府4代将軍・足利義持から偏諱を賜って、持常と名乗る。
応永34年（1427年）、足利義持と赤松満祐が対立した際、京都にいた父に代わって讃岐国から播磨国に出兵しているが、満祐の赦免によって撤兵する。このことから、当時阿波に滞在していたとみられている。
永享2年（1430年）9月、父の死後、家督を継ぎ、阿波国守護に任命される。6代将軍となった義持の弟・足利義教に相伴衆として仕え（弟の教祐が義教から1字を賜っている）た。永享5年（1432年）から永享7年（1433年）にかけて義教と延暦寺の間で発生したいわゆる「山門騒乱」では幕府方として参陣しているが、その際に阿波本国から上洛した持常の船1隻が海難で沈没し、配下の将兵400名余りが水死する事故が起きている。
永享12年（1440年）5月、武田信栄と共に一色義貫（若狭国・丹後国・三河国守護）を暗殺した手柄として三河国守護となる。翌嘉吉元年（1441年）に義教が赤松満祐の屋敷に出向いた際に持常もこれに同行したが、義教が満祐に殺害される騒動に遭い辛くも赤松屋敷から逃亡した。持常は大手軍を率いて摂津国から播磨を攻めて但馬国から合流した山名持豊軍と合流、満祐を討ち取った（嘉吉の乱）。
文安5年（1448年）、満祐の甥で潜伏していた赤松則尚が満祐の弟・則繁を討ち取った功績で、播磨を返還するよう政所執事伊勢貞国と共に8代将軍・足利義政に取り次いだが、持豊の反対に遭い、持豊の婿で細川氏本家当主・細川勝元の仲介で則尚は赦免、持豊はそのまま播磨領有となった。勝元と持豊の関係は良好だったが、阿波細川家と持豊は以後険悪な関係になっていった。
宝徳元年（1449年）12月16日に病死。享年41。法号は桂林院道安晋翁。
弟・教祐の子である成之が猶子として家督を継いだ。なお、文明13年12月16日（1482年1月5日）に細川政之（成之の子）によって持常の33回忌が行われ、横川景三・天隠龍澤が香語を作成している。
眼病を長く患っていたという説がある。